# Regina Oppmanowa
Regina Oppmanowa z domu Remiszewskich (ur. 29 stycznia 1905 w Łęgu, zm. 10 września 1980 w Londynie) – polska historyk i archiwistka, żona Edmunda Oppmana.  

## Życiorys
Absolwentka historii na Uniwersytecie Warszawskim. Następnie pracowała w Archiwum Wojskowym w Warszawie. Po II wojnie światowej znalazła się na emigracji. Pracowała (od 1951 roku kierownik) w Archiwum Instytutu Historycznego im. W. Sikorskiego w Londynie, od 1966 była członkiem korespondentem Polskiego Towarzystwa Naukowego na Obczyźnie. Doktor honoris causa Polskiego Uniwersytetu na Obczyźnie w Londynie (1980).

## Wybrane publikacje
- Generał Sikorski : premier, naczelny wódz : [album] = Prime Minister, Commander in Chief, wybór fot. Regina Oppman, tekst Bohdan Wroński, Londyn: Instytut Polski i Muzeum im. Gen. Sikorskiego 1981.